# Populina (ort)
Populina är en ort i Brasilien.   Den ligger i kommunen Populina och delstaten São Paulo, i den södra delen av landet, 500 km sydväst om huvudstaden Brasília. Populina ligger 441 meter över havet och antalet invånare är 4 275.
Terrängen runt Populina är platt. Närmaste större samhälle är Ouroeste, 18,8 km öster om Populina.
Omgivningarna runt Populina är en mosaik av jordbruksmark och naturlig växtlighet. Runt Populina är det ganska glesbefolkat, med 21 invånare per kvadratkilometer.